# Union City (Tennessee)
Union City település az Amerikai Egyesült Államok Tennessee államában, Obion megyében, melynek megyeszékhelye is. Lakosainak száma 11 170 fő (2020. április 1.).

## Népesség
A település népességének változása:

| 2010 | 10 895 |
| 2020 | 11 170 |